# Paul Blobel
Paul Blobel (Potsdam, 13 augustus, 1894 - Landsberg am Lech, 7 juni 1951) was een Duitse oorlogsmisdadiger, SS-Standartenführer en lid van de Sicherheitsdienst (SD).
Toen de Eerste Wereldoorlog uitbrak, ging hij in dienst bij het Duitse leger. Voor zijn inzet tijdens de oorlog kreeg hij het IJzeren Kruis 1914 (1e Klasse). Na de oorlog studeerde Blobel architectuur en oefende dit beroep van 1924 tot 1931 uit. Nadat hij zijn baan had verloren, sloot hij zich aan bij de nazipartij en bij de SS.
In opdracht van Blobel zijn 59.018 executies uitgevoerd. Tijdens zijn rechtszaak beweerde hij dat het er 'slechts' 10.000 tot 15.000 waren geweest.
Hij werd later berecht in Neurenberg bij de rechtszaak tegen de Einsatzgruppen en ter dood veroordeeld. Blobel werd op 7 juni 1951 opgehangen in de gevangenis van Landsberg.

## Militaire loopbaan
- Kriegsfreiwilliger: 27 november 1914[3]
- Gefreiter: 29 juni 1915[3]
- Unteroffizier: 19 januari 1916[3]
- Vizefeldwebel: 26 november 1917[3]
- SS-Anwärter: 1 januari 1932[3]
- SS-Mann: maart 1933[3]
- SS-Scharführer: 14 mei 1933[3]
- SS-Oberscharführer: 1 juni 1934[3]
- SS-Truppführer: 17 september 1934  (met ingang van 4 juli 1934)[3]
- SS-Untersturmführer: 21 maart 1935[3][4]
- SS-Obersturmführer: 15 oktober 1935 (met ingang van 9 november 1935)[3]
- SS-Hauptsturmführer: 28 oktober 1936 (met ingang van 9 november 1936)[3]
- SS-Sturmbannführer: 30 januari 1938[3]
- SS-Obersturmbannführer: 20 april 1939[3]
- SS-Standartenführer: 30 januari 1941[3]

## Lidmaatschapsnummers
- NSDAP-nr.: 844 662 (lid geworden 1 december 1931[3])
- SS-nr.: 29 100 (lid geworden 1 december 1931)

## Decoraties
- IJzeren Kruis 1914, 1e Klasse en 2e Klasse
- Herhalingsgesp bij IJzeren Kruis 1939, 1e Klasse en 2e Klasse
- Erekruis voor Frontstrijders in de Wereldoorlog op 6 februari 1935[3]
- SS-Ehrenring
- Kruis voor Oorlogsverdienste, 1e Klasse  en 2e Klasse met Zwaarden
- Julleuchter der SS op 16 december 1935[3]

- Gemeinsame Normdatei: 119530090
- International Standard Name Identifier: 0000 0000 1059 4237
- Virtual International Authority File: 72206000
- WorldCat: E39PBJdrM36xbCWHWgMmHp6R8C